# Leucochrysa deminuta
Leucochrysa deminuta är en insektsart som beskrevs av Marc Lacroix 1926. Leucochrysa deminuta ingår i släktet Leucochrysa och familjen guldögonsländor. Inga underarter finns listade i Catalogue of Life.